# العلاقات العراقية البليزية
العلاقات العراقية البليزية هي العلاقات الثنائية التي تجمع بين العراق وبليز. حيث أقام كلا البلدين علاقات دبلوماسية آمنة.  ومع ذلك لا يوجد للعراق سفارة في بليز مع وجود سفارة معتمد من بليز  للعراق في لندن

## مقارنة بين البلدين
هذه مقارنة عامة ومرجعية للدولتين:
| وجه المقارنة                                              | العراق                       | بليز         |
| --------------------------------------------------------- | ---------------------------- | ------------ |
| المساحة (كم2)                                             | 437.07 ألف                   | 22.97 ألف    |
| عدد السكان (نسمة)                                         | 38.27 مليون                  | 374.68 ألف   |
| الكثافة السكانية (ن./كم²)                                 | 87.56                        | 16.31        |
| العاصمة                                                   | بغداد                        | بلموبان      |
| اللغة الرسمية                                             | اللغة العربية، اللغة الكردية | لغة إنجليزية |
| العملة                                                    | دينار عراقي                  | دولار بليزي  |
| الناتج المحلي الإجمالي (بليون دولار)                      | 197.72 مليار                 | 1.84 مليار   |
| الناتج المحلي الإجمالي (تعادل القوة الشرائية) بليون دولار | 560.73 مليار                 | 3.05 مليار   |
| الناتج المحلي الإجمالي الاسمي للفرد دولار أمريكي          | 4.94 ألف                     | 4.88 ألف     |
| الناتج المحلي الإجمالي للفرد دولار أمريكي                 | 15.06 ألف                    | 8.42 ألف     |
| مؤشر التنمية البشرية                                      | 0.654                        | 0.715        |
| رمز المكالمات الدولي                                      | +964                         | +501         |
| رمز الإنترنت                                              | .iq                          | .bz          |
| المنطقة الزمنية                                           | ت ع م+03:00، ت ع م+04:00     | 00           |

## منظمات دولية مشتركة
يشترك البلدان في عضوية مجموعة من المنظمات الدولية، منها:
| علم المنظمة | اسم المنظمة                        | تاريخ انضمام العراق | تاريخ انضمام بليز |
| ----------- | ---------------------------------- | ------------------- | ----------------- |
|             | مؤسسة التنمية الدولية              | 29 ديسمبر 1960      | 19 مارس 1982      |
|             | يونسكو                             | 21 أكتوبر 1948      | 10 مايو 1982      |
|             | وكالة ضمان الاستثمار متعدد الأطراف | 6 أكتوبر 2008       | 29 يونيو 1992     |
|             | الأمم المتحدة                      | 21 ديسمبر 1945      | 25 سبتمبر 1981    |
|             | الاتحاد البريدي العالمي            | ?                   | ?                 |
|             | البنك الدولي للإنشاء والتعمير      | 27 ديسمبر 1945      | 19 مارس 1982      |
|             | الاتحاد الدولي للاتصالات           | 12 نوفمبر 1928      | 16 ديسمبر 1981    |
|             | منظمة حظر الأسلحة الكيميائية       | ?                   | ?                 |
|             | مؤسسة التمويل الدولية              | 27 ديسمبر 1956      | 19 مارس 1982      |
|             | منظمة الشرطة الجنائية الدولية      | ?                   | ?                 |

## وصلات خارجية
- موقع وزارة الخارجية العراقية
- موقع وزارة الخارجية البليزية